# Ashley Walters
Ashley Walters, noto come Asher D (Peckham, 30 giugno 1982), è un attore e rapper britannico.

## Biografia
Figlio di genitori provenienti dai Caraibi vive in un noto sobborgo di Londra, dove la madre, Pamela Case, è una funzionaria del governo locale. Dopo le scuole, si iscrive alla Sylvia Young Theatre School per perseguire il sogno della recitazione.
Fa parte del noto gruppo rap inglese So Solid Crew. Sposato dal 2013 con Danielle Isaie, nell'agosto 2014 nasce la figlia  Amiaya-Love Walters. Dalla sua ex compagna Natalie aveva avuto due figli: Shayon Perry, nato nel 2000, e Paniro Ashley, nato nel 2003, e una figlia, China Sherrece, nata nel 2001. Ha inoltre altre due figlie: Antonia e Ashleigh. Noti sono anche i suoi problemi giudiziari: nel luglio 2001 viene arrestato per essere stato trovato in possesso di una pistola ad aria compressa modificata per poter sparare veri proiettili e condannato a 18 mesi di detenzione. Nel 2014 riceve una multa da 600 sterline per aver aggredito una guardia di sicurezza ad Aberdeen.

## Filmografia

### Cinema
- Some Voices, regia di Simon Cellan Jones (2000)
- Romantici nati (Born Romantic), regia di David Kane (2000)
- House of 9, regia di Steven R. Monroe (2005)
- Goal!, regia di Danny Cannon (2005)
- Get Rich or Die Tryin', regia di Jim Sheridan (2005)
- Alex Rider: Stormbreaker (Stormbreaker), regia di Geoffrey Sax (2006)
- WΔZ, regia di Tom Shankland (2007)
- Speed Racer, regia di Lana e Lilly Wachowski (2008)
- Famiglia all'improvviso - Istruzioni non incluse (Demain tout commence), regia di Hugo Gélin (2016)

### Televisione
- Le avventure del giovane Indiana Jones (The Young Indiana Jones Chronicles) – serie TV, episodio 1x01 (1992)
- Metropolitan Police – serie TV, episodi 16x34-17x45 (2000)
- Dark Realm – serie TV, episodio 1x01 (2001)
- Holby City – serie TV, episodio 5x23 (2003)
- Hustle - I signori della truffa (Hustle) – serie TV, 5 episodi (2007)
- Five Days – serie TV, 4 episodi (2010)
- I fantasmi di Bedlam (Bedlam) – serie TV, episodio 1x05 (2011)
- Outcasts – serie TV, 8 episodi (2011)
- Top Boy – serie TV, 32 episodi (2011-2023)
- Doctor Who – serie TV, episodio 7x10 (2013)
- Family Tree – serie TV, episodi 1x04-1x07 (2013)
- The Musketeers – serie TV, episodio 1x05 (2014)
- Testimoni silenziosi (Silent Witness) – serie TV, episodi 17x09-17x10 (2014)
- Transporter: The Series – serie TV, episodio 2x06 (2014)
- Cuffs – serie TV, 8 episodi (2015)
- In the Dark, regia di Gilles Bannier e Ulrik Imtiaz Rolfsen – miniserie TV, 2 puntate (2017)
- Bulletproof – serie TV, 17 episodi (2018-2021)
- Missing You, regia di Nimer Rashed e Isher Sahota – miniserie TV (2025)
- A Thousand Blows – serie TV, episodi 1x02-1x06 (2025)
- Adolescence, regia di Philip Barantini – miniserie TV (2025)

## Doppiatori italiani
Nelle versioni in italiano delle opere in cui ha recitato, Ashley Walters è stato doppiato da:
- Nanni Baldini in Famiglia all'improvviso - Istruzioni non incluse, Missing You
- Paolo Vivio in The Musketeers, Bulletproof
- Andrea Mete in Top Boy, Adolescence
- Andrea Lavagnino in Hustle - I signori della truffa

## Discografia

### Album in studio
- 2002 - Why Me?
- 2004 - Street Sibling
- 2005 - In Memory of the Street Fighter
- 2009 - Ashley Walters

### Mixtape
- 2006 - Cure 4 Cancer
- 2007 - The Appetiser
- 2011 - Forgotten Treasures Vol. 1
- 2011 - Forgotten Treasures Vol. 2
- 2011 - Forgotten Treasures Vol. 3
- 2012 - Forgotten Treasures Vol. 4

### Compilation
- 2012 - Forgotten Treasures: The Complete Legacy